# Coma Ecliptic
 (mars 2016).
Si vous disposez d'ouvrages ou d'articles de référence ou si vous connaissez des sites web de qualité traitant du thème abordé ici, merci de compléter l'article en donnant les références utiles à sa vérifiabilité et en les liant à la section « Notes et références ».
Albums de Between the Buried and Me
The Parallax II: Future Sequence
(2012) Automata I
(2018)
Coma Ecliptic est le septième album studio du groupe de metal progressif américain Between the Buried and Me. Il est sorti le 10 juillet 2015 sous le label Metal Blade Records. Comme la plupart de leur discographie, il s'agit d'un album concept.

## Réception
L'album est généralement bien accueilli par la critique. Il reçoit une note de 73/100 sur le site web Metacritic.

## Liste des titres
| No  | Titre                    | Durée |
| --- | ------------------------ | ----- |
| 1.  | Node                     | 3:31  |
| 2.  | The Coma Machine         | 7:35  |
| 3.  | Dim Ignition             | 2:16  |
| 4.  | Famine Wolf              | 6:50  |
| 5.  | King Redeem/Queen Serene | 6:58  |
| 6.  | Turn On The Darkness     | 8:26  |
| 7.  | The Ectopic Stroll       | 7:02  |
| 8.  | Rapid Calm               | 7:59  |
| 9.  | Memory Palace            | 9:54  |
| 10. | Option Oblivion          | 4:22  |
| 11. | Life in Velvet           | 3:38  |